# Eliotia
Eliotia là một chi bướm ngày thuộc họ Lycaenidae.